# Andrzej Kotkowski

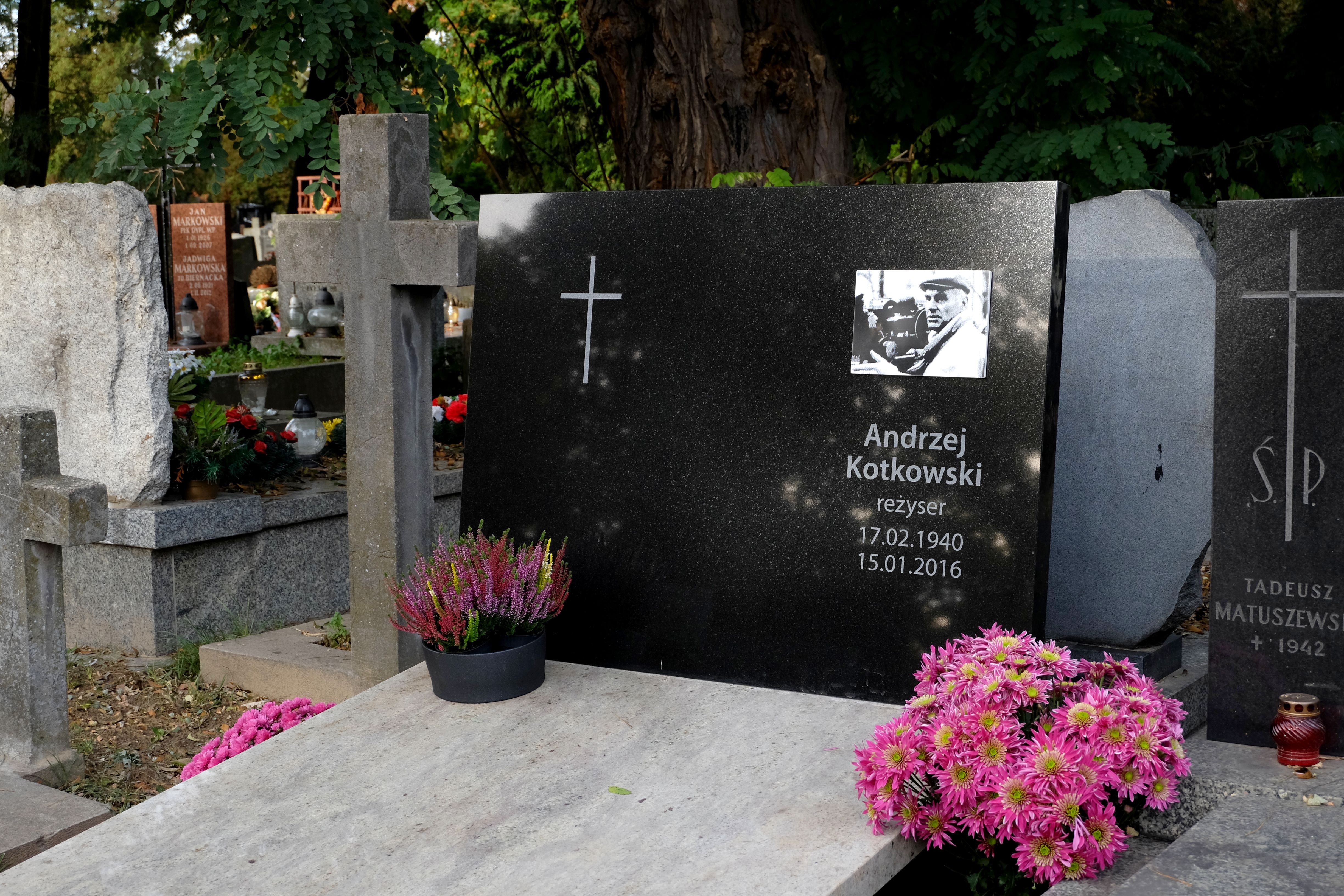
Grób Andrzeja Kotkowskiego na Cmentarzu Wojskowym na Powązkach w Warszawie

Andrzej Adam Kotkowski (ur. 17 lutego 1940 we Lwowie, zm. 15 stycznia 2016 w Warszawie) – polski reżyser, scenarzysta i aktor filmowy oraz pedagog, z wykształcenia prawnik. Laureat Nagrody za reżyserię na Festiwalu Polskich Filmów Fabularnych w Gdyni (za film Obywatel Piszczyk).

## Życiorys
W 1964 ukończył studia na Wydziale Prawa Uniwersytetu Jagiellońskiego w Krakowie. W 1968 został absolwentem Studium Organizacji Produkcji PWSTiF w Łodzi. Zadebiutował w 1973 filmem telewizyjnym Żółw na podstawie opowiadania Marka Nowakowskiego. Po noweli Spór w filmie zbiorowym Obrazki z życia i filmie telewizyjnym Gra o wszystko (o karierze sportowej Gerarda Cieślika) zrealizował w 1980 głośny obraz Olimpiada ’40, a rok później film Spokojne lata. Kolejnymi ważnymi filmami w jego twórczości były W starym dworku, czyli niepodległość trójkątów na motywach opowiadania Witkacego i obsypany nagrodami Obywatel Piszczyk z Jerzym Stuhrem w roli głównej, będący kontynuacją Zezowatego szczęścia Andrzeja Munka. Do 1989 był związany z Zespołem Filmowym „X”, często blisko współpracował z Andrzejem Wajdą. Był także twórcą kilku seriali telewizyjnych (m.in. Egzamin z życia, Miasto z morza) i dyrektorem Akademii Filmu i Telewizji w Warszawie, w której wykładał reżyserię filmową. W 2010 współpracował jako reżyser przy realizacji pierwszego polskiego filmu 3D 1920 Bitwa warszawska. 

## Życie prywatne
Na planie filmu Kolumbowie poznał swoją późniejszą żonę Halinę Golonko. Golanko.Mieli razem dwójkę dzieci: syna Ignacego i córkę Gabrielę. Został pochowany na Powązkach Wojskowych w Warszawie (kwatera A34-8-21).

## Reżyser
- 1970 – Kolumbowie (współpraca reżyserska)
- 1970 – Życie rodzinne (współpraca reżyserska)
- 1972 – Tajemnica wielkiego Krzysztofa (współpraca reżyserska)
- 1975 – Obrazki z życia
- 1978 – Gra o wszystko (o karierze G. Cieślika)
- 1980 – Olimpiada ’40
- 1981 – Spokojne lata
- 1984 – W starym dworku, czyli niepodległość trójkątów wg opowiadania Witkacego
- 1988 – Obywatel Piszczyk wg prozy J. S. Stawińskiego
- 1990 – Korczak (współpraca reżyserska)
- 1992 – Pierścionek z orłem w koronie (współpraca reżyserska)
- 1993 – Zespół adwokacki
- 1999 – Wszystkie pieniądze świata wg powieści A. Potemkowskiego
- 2001 – Garderoba damska (odcinki: 1-4)
- 2002 – Psie serce (odcinki: Bella, Fiodor, Tamino, Platon, Oskar)
- 2005 – Egzamin z życia (odcinki: 57-62, 80-82, 87-90, 95-97)
- 2009 – Miasto z morza wg powieści S. Fleszarowej-Muskat
- 2011 – 1920 Bitwa warszawska (współpraca reżyserska)

## II Reżyser
- 1971 – Trzecia część nocy
- 1972 – Wesele
- 1974 – S.O.S
- 1974 – Ziemia obiecana
- 1975 – Ziemia obiecana
- 1976 – Polskie drogi (odcinki: 1-6)
- 2006 – Święta polskie (odcinek: Miłość w przejściu podziemnym)
- 2009 – Mniejsze zło
- 2010 – Mała matura 1947
- 2013 – Układ zamknięty

## Scenarzysta
- 1970 – Cicha noc, święta noc
- 1973 – Żółw
- 1973 – Śledztwo
- 1975 – Obrazki z życia (nie występuje w czołówce)
- 1981 – Spokojne lata (nie występuje w czołówce)
- 1984 – W starym dworku, czyli niepodległość trójkątów
- 1984 – Siedem życzeń
- 1988 – Obywatel Piszczyk
- 1992 – Pierścionek z orłem w koronie
- 1998 – Sabina (pomysł)
- 2009 – Miasto z morza

## Aktor
- 1967 – Jowita
- 1970 – Brzezina jako mężczyzna towarzyszący bratu właścicielki fortepianu
- 1978 – Nauka latania
- 1988 – Oszołomienie jako reżyser Hermann Kubitzky
- 2006 – Święta polskie jako kamerzysta telewizji „Hej”
- 2010 – Mała matura 1947 jako starszy milicjant

## Nagrody
- 1980 – Złoty Wawrzyn Polskiego Komitetu Olimpijskiego za film Olimpiada 40
- 1982 – Nagroda Prezydenta Francji na Międzynarodowym Festiwalu Filmów Sportowych w Rennes za film Olimpiada 40
- 1984 – Nagroda za reżyserię filmu Obywatel Piszczyk na Festiwalu Polskich Filmów Fabularnych w Gdyni